# 西區裁判法院

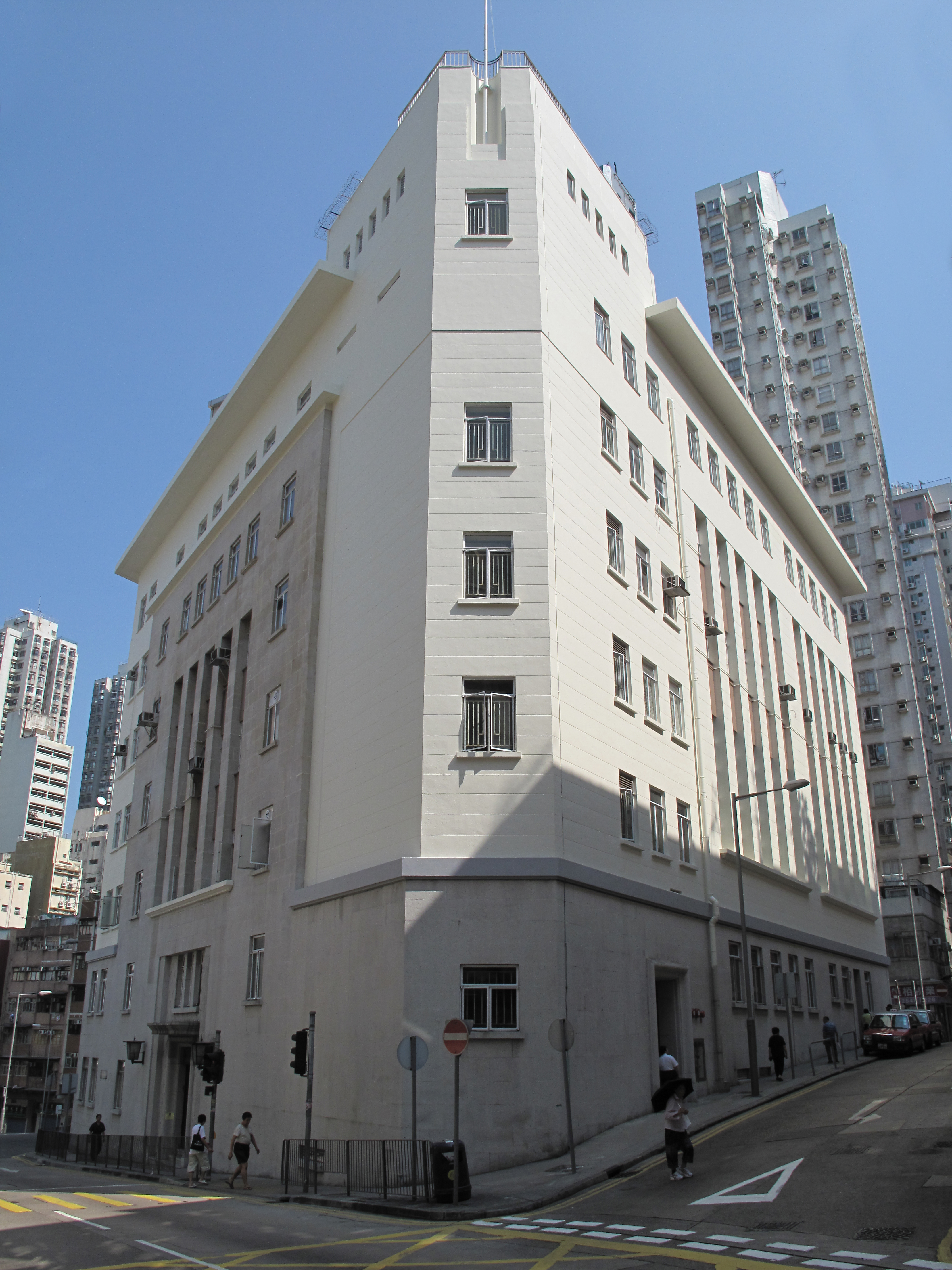
翻新後西區裁判法院、薄扶林道（圖左）和第一街（圖右）

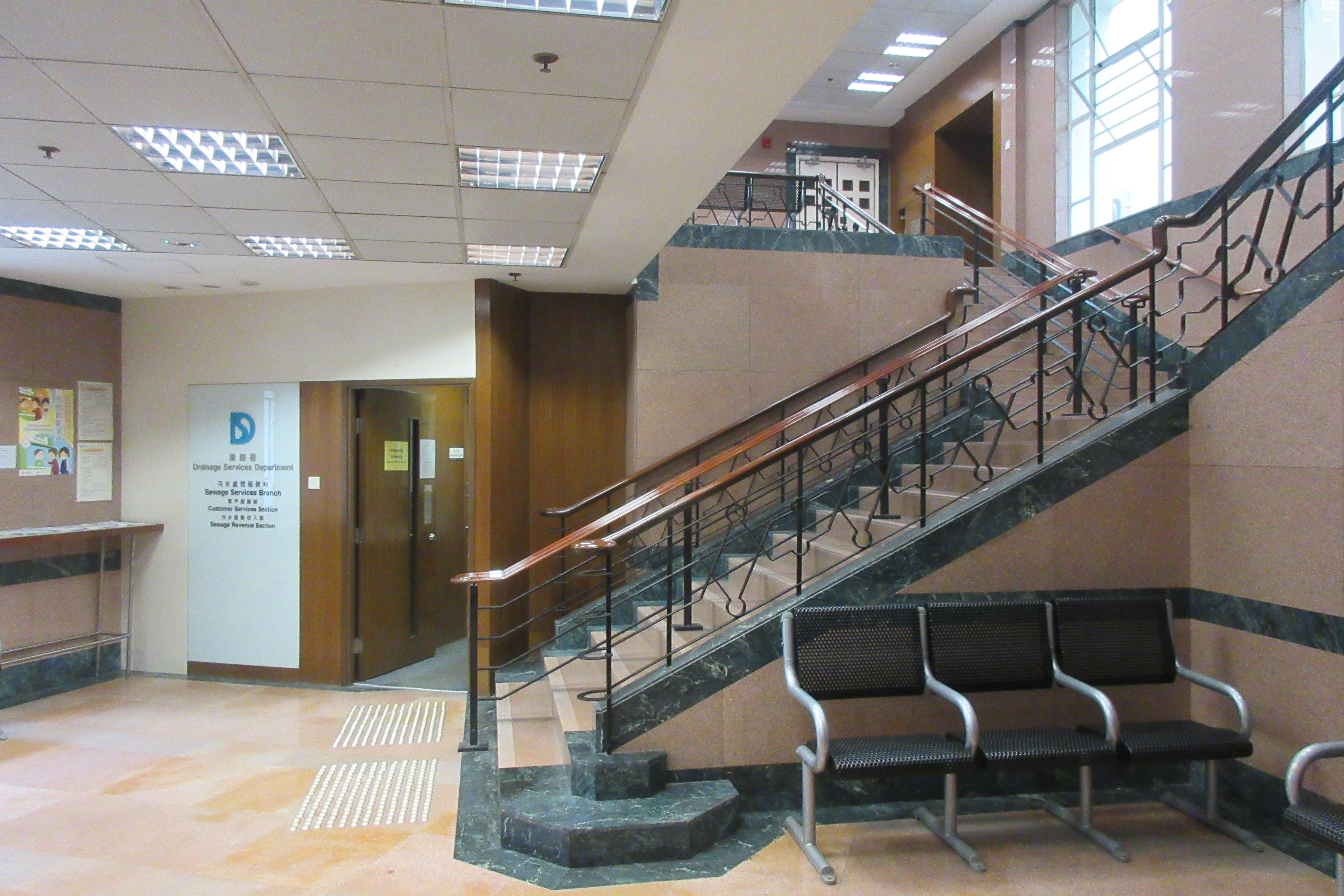
西區裁判法院內的樓梯

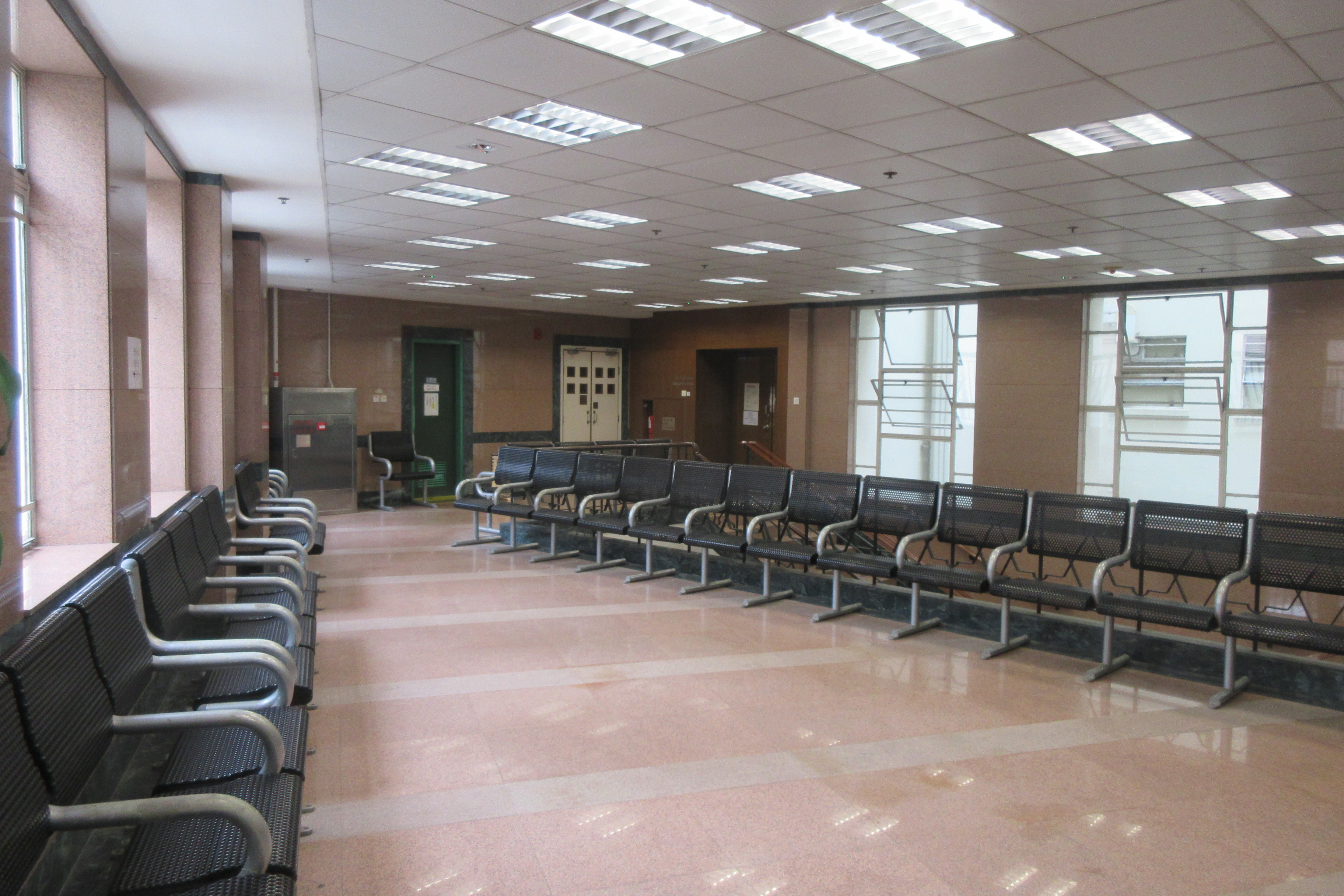
西區裁判法院內貌

西區裁判法院（英語：Western Magistrates' Courts），前作西區裁判司署（英語：Western Magistracy Building）位於香港西營盤薄扶林道2A（近西邊街），建於1965年，專門處理西區地方裁判事務。直到2004年，西區裁判法院關閉並與東區裁判法院合併。現時西區裁判法院已不作司法機關用途，改為政府辦公室。前西區裁判法院已被古物古蹟辦事處列為二級歷史建築。:30

## 歷史
西區裁判法院可追溯至1950年代，香港人口增長急促，原有的司法機關未能追上需求，因此政府決定在西區興建一所裁判法院處理地方司法事宜。大樓由著名建築師行巴馬丹拿興建，於1965年落成。前西裁曾經審理多宗轟動一時案件，在2002年6月，香港知名歌星謝霆鋒曾因交通意外之後，而需要來西區裁判法院出庭答辯，該日有一百多中外攝影記者在法院門外，西邊街的一方，一時無兩。
由於遭審計署批評法院使用率偏低，西區裁判法院於2004年關閉並與東區裁判法院合併，現時西區裁判法院已不作司法機關用途，並改為政府辦公室，例如3樓改作勞工處勞資關係科（西港島）辦事處，4樓為勞工處西港島就業中心（現已關閉），5樓則是渠務署淨化海港計劃部的辦公室。

## 建築風格
6層高的大樓以新古典主義風格設計，外牆模仿石工設計，以大量垂直線條模仿巨柱，突出法院的莊嚴及權威。

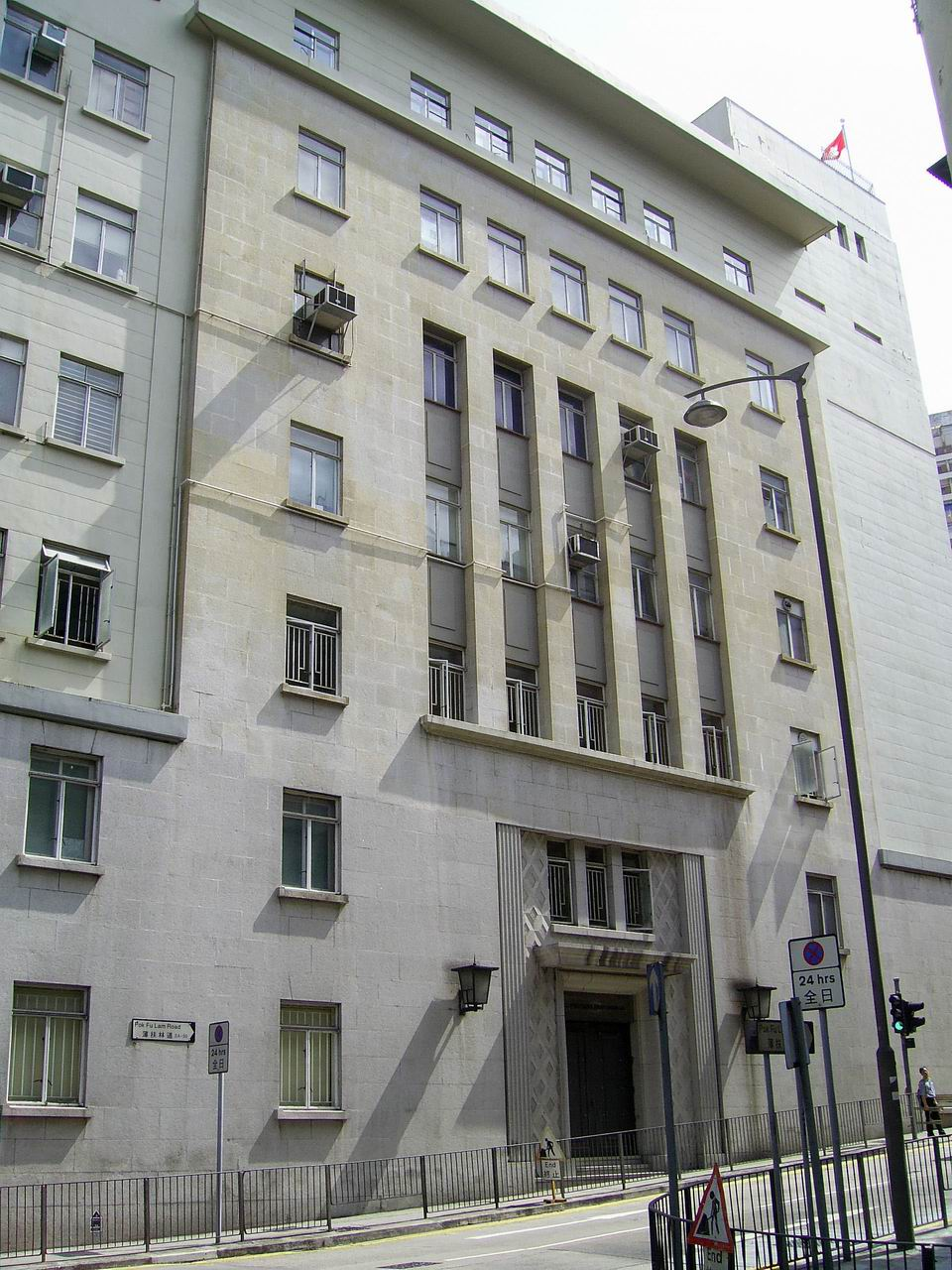
西區裁判法院薄扶林道入口
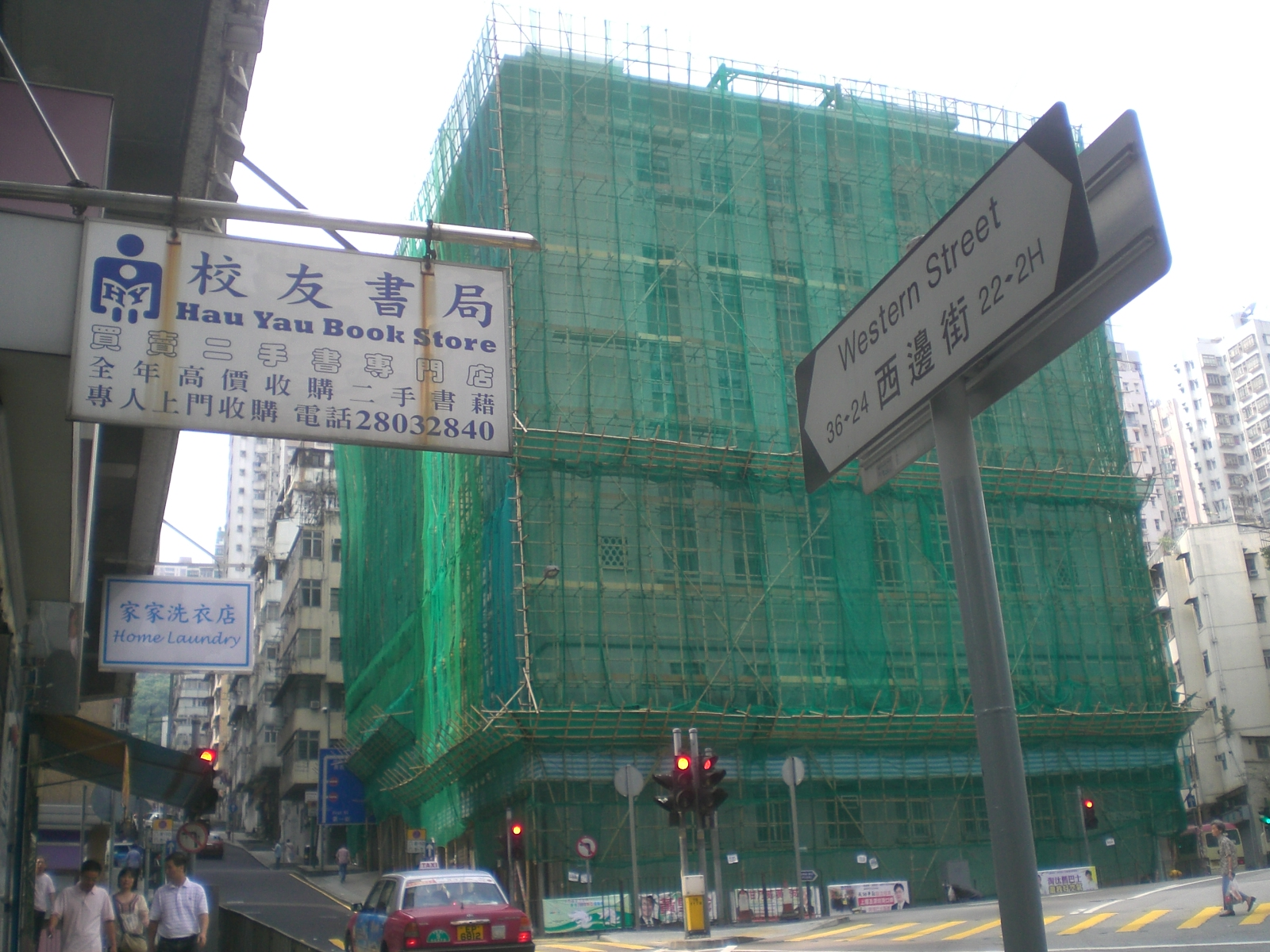
翻新中的西區裁判法院

## 外参考
- 中原地圖上的西區裁判法院位置地圖 （页面存档备份，存于）
- 香港司法機構 （页面存档备份，存于）
- 勞工署（西港島）就業中心 （页面存档备份，存于）

## 外部連結
22°17′12″N 114°08′26″E / 22.28667°N 114.14056°E